# Death Grip Syndrom
Das Death Grip Syndrom (auch bekannt als „Todes-Griff“-Syndrom) ist eine informelle Bezeichnung für eine sexuelle Störung, die in der Regel durch eine Überempfindlichkeit oder Überstimulation des Penis infolge übermäßigen Masturbierens oder der Anwendung ungewöhnlicher Techniken beim Masturbieren gekennzeichnet ist. Es handelt sich um eine umgangssprachliche Bezeichnung, die hauptsächlich in Online-Foren und -Diskussionen vorkommt.
Der Begriff Death-Grip-Syndrom wurde möglicherweise im Jahr 2003 von dem Sex-Kolumnisten Dan Savage geprägt. Das Syndrom betrifft sowohl Männer als auch Frauen. Bei Frauen wird das Phänomen als „Dead-Vagina-Syndrom“ bezeichnet.

## Symptome
Die Symptome des Death Grip Syndroms können von Person zu Person variieren, umfassen jedoch häufig:
- Verminderte sexuelle Sensitivität: Betroffene berichten oft, dass sie Schwierigkeiten haben, beim Geschlechtsverkehr oder bei der Masturbation ein befriedigendes Niveau an Erregung oder Orgasmus zu erreichen[4].
- Schwierigkeiten bei der Erektion: In einigen Fällen kann es zu erektiler Dysfunktion kommen, insbesondere wenn der Penis durch eine sehr feste Grifftechnik oder übermäßige Stimulation belastet wird.
- Sexuelle Unzufriedenheit: Die betroffenen Personen fühlen sich möglicherweise weniger zufrieden mit ihrer sexuellen Erfahrung und haben das Gefühl, dass ihre sexuelle Leistungsfähigkeit beeinträchtigt ist.

## Ursache
Das Death Grip Syndrom wird oft mit folgenden Faktoren in Verbindung gebracht:
- Übermäßige Masturbation: Die Anwendung einer besonders festen Grifftechnik oder häufiges Masturbieren kann zu einer Gewöhnung an eine bestimmte Art der Stimulation führen.
- Ungewöhnliche Masturbationstechniken: Techniken, die nicht der natürlichen Stimulation durch einen Sexualpartner entsprechen, können zu einer Überempfindlichkeit oder Desensibilisierung führen.
- Psychologische Faktoren: Stress, Angst oder sexuelle Dysfunktion können ebenfalls zu einem veränderten Sexualverhalten und -empfinden beitragen.

## Diagnose
Es gibt keine formelle medizinische Diagnose für das Death Grip Syndrom, da es keine anerkannte medizinische oder psychologische Diagnosekategorie ist. Die Diagnose basiert in der Regel auf den subjektiven Berichten der betroffenen Person und dem Ausschluss anderer möglicher Ursachen für sexuelle Funktionsstörungen.

## Behandlung und Prävention
Die Behandlung des Death Grip Syndroms kann folgende Ansätze umfassen:
- Änderung der Masturbationstechnik: Das Experimentieren mit verschiedenen Techniken, das Reduzieren der Häufigkeit der Masturbation oder eine Masturbationspause kann helfen, die Sensitivität wiederherzustellen.[5]
- Verwendung von Gleitmitteln: Die Anwendung von Gleitmitteln kann die Stimulation weniger intensiv machen und möglicherweise helfen, die Sensitivität zu normalisieren.
- Psychologische Unterstützung: Gespräche mit einem Therapeuten oder Sexualberater können dabei helfen, mögliche psychologische Ursachen der sexuellen Unzufriedenheit zu identifizieren und zu behandeln.
- Sexuelle Bildung: Aufklärung über gesunde sexuelle Praktiken kann dazu beitragen, das sexuelle Wohlbefinden zu verbessern.